# 北興站

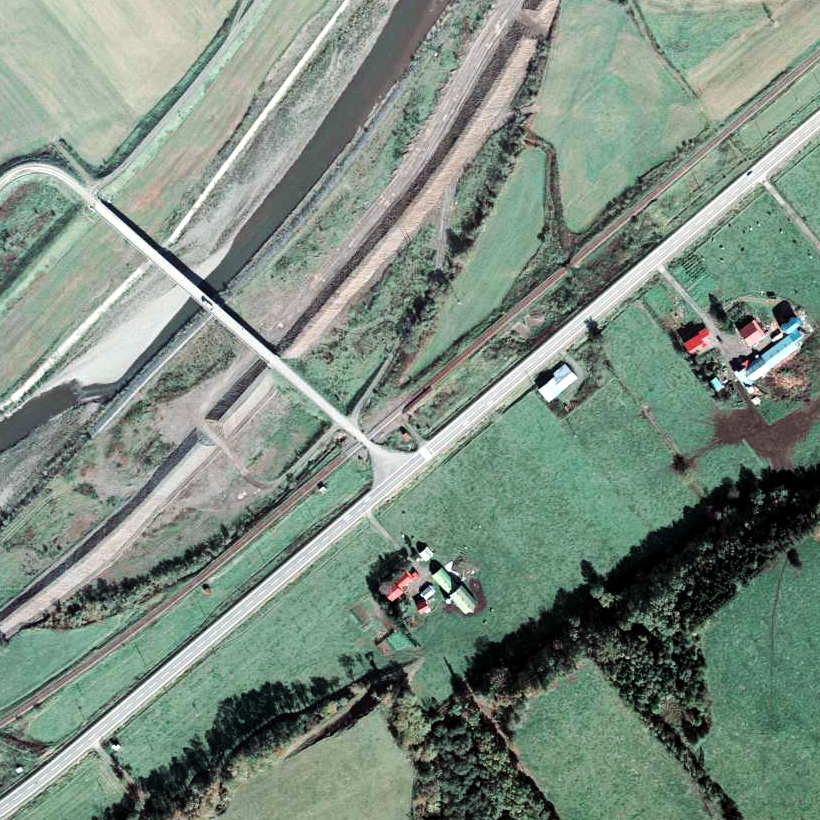
1978年的北興站與方圓約500m範圍。右上方是紋別方向。通過車站與道路上設有待合室。

北興站（日语：／ Hokkō eki */?）是位於北海道紋別郡興部町字北興，北海道旅客鐵道（JR北海道）的名寄本線車站（廢站）。隨著名寄本線廢線，車站在1989年（平成元年）5月1日廢除。
部分普通列車通過此站，截至1989年（平成元年）4月30日（廢除前的時間表），下行2班和上行4班列車通過此站。

## 歷史
- 1957年（昭和32年）11月1日 - 日本國有鐵道（國鐵）名寄本線北興臨時乘降場（日语：／）（局（日语：鉄道管理局）設定）啟用。
- 日期不詳 - 站名讀法改為「ほっこう」[2]。
- 1959年（昭和34年）11月1日 - 升級至車站，名為北興站。當時為旅客車站。
- 1987年（昭和62年）4月1日 - 伴隨國鐵分割民營化，車站由北海道旅客鐵道（JR北海道）營運。
- 1989年（平成元年）5月1日 - 名寄本線全線廢除，此站也廢除。

## 車站構造
截至車站廢除前，車站是一座地面車站，設有1面1線的單式月台。月台位於西南方（遠輕方向的列車會開啟右邊車門）。
由於車站源自臨時乘降場，因此此站為無人車站。此站沒有車站大樓，只有混凝土塊建成的候車室。月台靠近名寄一方設有斜道。

## 站名的由來
車站名稱取自所在地名。地名有「興部之北」的意思。而原田勝正認為「北興」這個名稱取自「於北方興建」，體現當地開拓者的精神。

## 車站周邊
- 國道239號（日语：国道239号）（天北國道）[5]
- 興部川[5]
- 名士巴士（日语：名士バス）「北興大橋」巴士站

## 現況
截至2011年（平成23年），候車室仍然存在，但是該處已經長滿雜草。沒有出入門口，建築物內還有長椅。巴士站位於旁邊。
另外截至2011年（平成23年），此站靠近名寄一方，舊線跨過河流還有一座沒有命名的橋樑。

## 相鄰車站
北海道旅客鐵道（JR北海道）
名寄本線
宇津－北興－興部

## 注腳
1. ↑  書籍《北海道の駅878ものがたり 駅名のルーツ探究》（監修：太田幸夫，富士Comtem，2004年2月發行）220頁。
2. 1 2 3 4 5 6  書籍《国鉄全線各駅停車1 北海道690駅》（小學館，1983年7月發行）209頁。
3. 1 2 3 4 5  書籍《北海道の鉄道廃線跡》（著：本久公洋，北海道新聞社，2011年9月發行）118頁。
4. ↑  《北海道の駅878ものがたり》186頁。
5. 1 2  書籍《北海道道路地図 改訂版》（地勢堂，1980年3月發行）18頁。